# ديفيد بلانت (سياسي)
ديفيد بلانت هو قاضي ومحامي وسياسي أمريكي، ولد في 29 مارس 1783 في Stratford, Connecticut ‏ في الولايات المتحدة، وتوفي بنفس المكان في 18 أكتوبر 1851. انتخب عضو مجلس النواب الأمريكي ‏.